# Go-Kōgon
Go-Kōgon (jap. 後光厳天皇 Go-Kōgon tennō; ur. 14 kwietnia 1336, zm. 12 marca 1374) — cesarz Japonii i 4. pretendentem do tronu, według tradycyjnego porządku dziedziczenia. Był on znany jako 4. cesarz Dworu północnego w okresie Namboku-cho sporów dynastycznych w latach 1331/92.

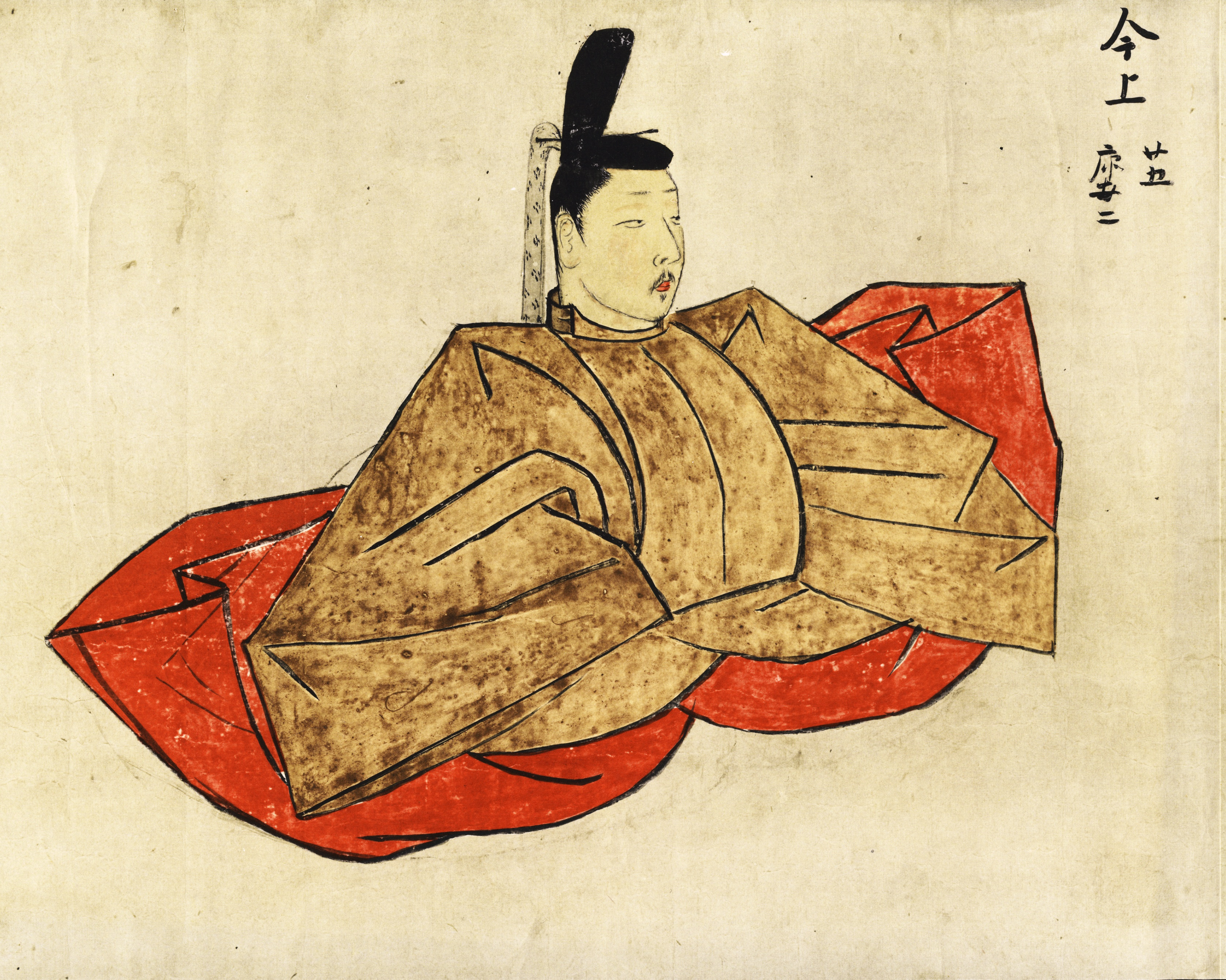

Przed wstąpieniem na tron nosił imię książę Iyahito (jap. 弥仁親王 Iyahito-shinnō).
Go-Kōgon panował w latach 1352–1371.
Mauzoleum cesarza Go-Kōgon znajduje się w prefekturze Kioto. Nazywa się ono Fukakusa no kita no misasagi.